# Santuario di Nostra Signora del Fontan
Il santuario di Nostra Signora del Fontan (in francese Notre Dame des Fontaines, in brigasco Madòna dër Funtan) si trova a Briga Marittima nella val Roia francese a 4 km dal centro abitato. È soprannominata "piccola Cappella Sistina delle Alpi". Si trova a 30 km dal Colle di Tenda, 50 km da Ventimiglia e 80 km da Nizza.

## Storia
Il santuario nacque da una precedente cappella, di cui si hanno informazioni grazie a un atto notarile datato 17 novembre 1375.
Secondo la tradizione locale, le sorgenti di Briga si prosciugarono completamente, forse a seguito di un terremoto. Non potendo più irrigare i loro campi, i brigaschi invocarono la protezione della Vergine Maria, promettendole di dedicarle un grande santuario se l'acqua fosse tornata a scorrere nelle loro campagne.
Le sorgenti tornarono ad alimentare il fiume, e così gli abitanti di Briga mantennero la promessa, realizzando un santuario in memoria di questo miracolo.
Gli affreschi all'interno del santuario, opera dei piemontesi Giovanni Canavesio e di Giovanni Baleison, furono completati il 12 ottobre 1492 e riguardano la Passione di Cristo.
Nell'abside ci sono scene relative alla vita di Maria, gli evangelisti e San Tommaso, nel lato opposto all'abside si può ammirare il grande affresco del Giudizio Universale.
Nel 1860 il santuario passò dalla diocesi di Ventimiglia alla diocesi di Cuneo. Nel 1947 con l'annessione alla Francia di Briga Marittima, passò alla diocesi di Nizza.
Il 22 maggio 1951 il santuario è stato iscritto nella lista dei Monumenti storici francesi.

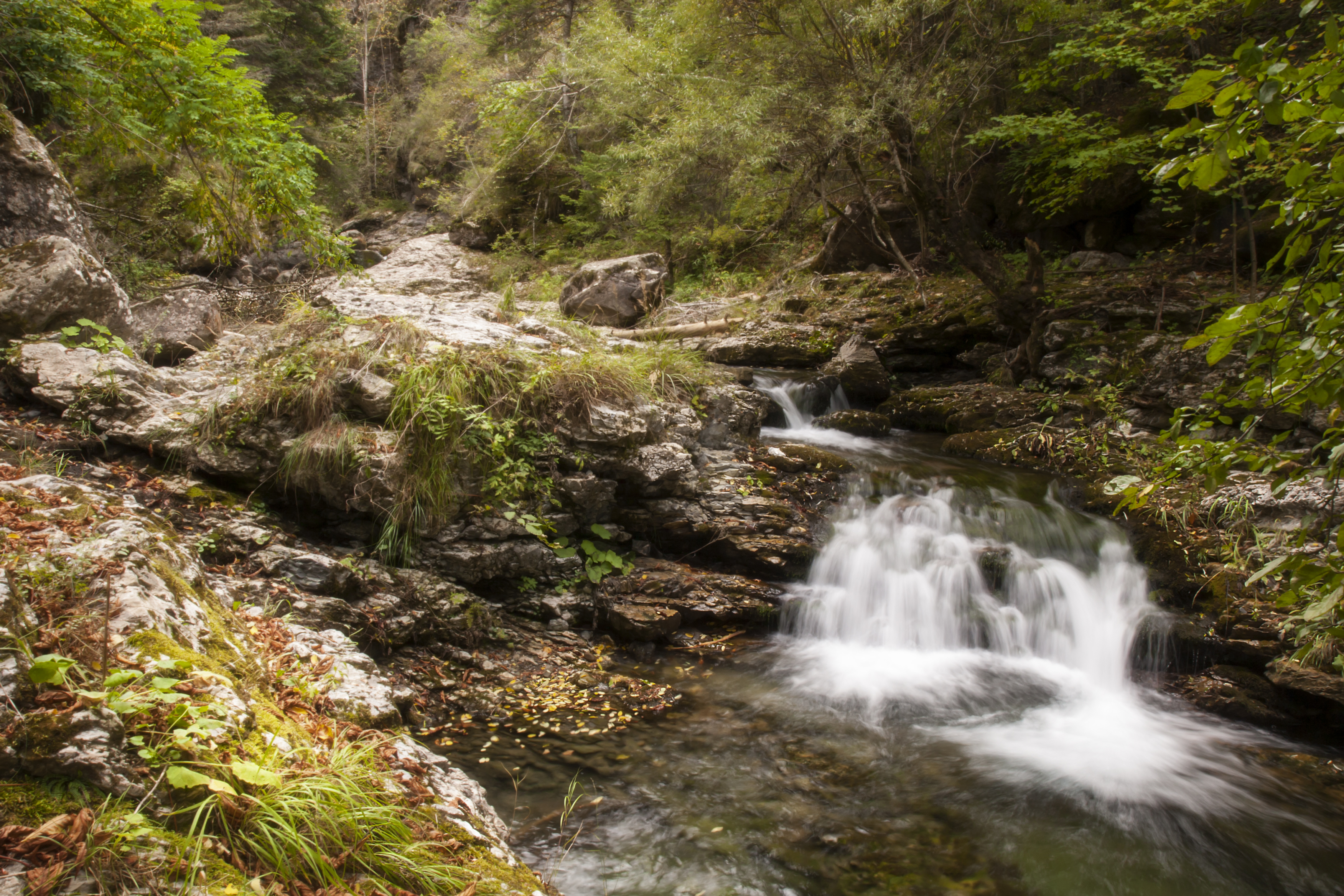
Diverse piccole sorgenti si uniscono in un unico torrente appena sotto il santuario di Nostra Signora delle Fontane.

## Galleria d'immagini

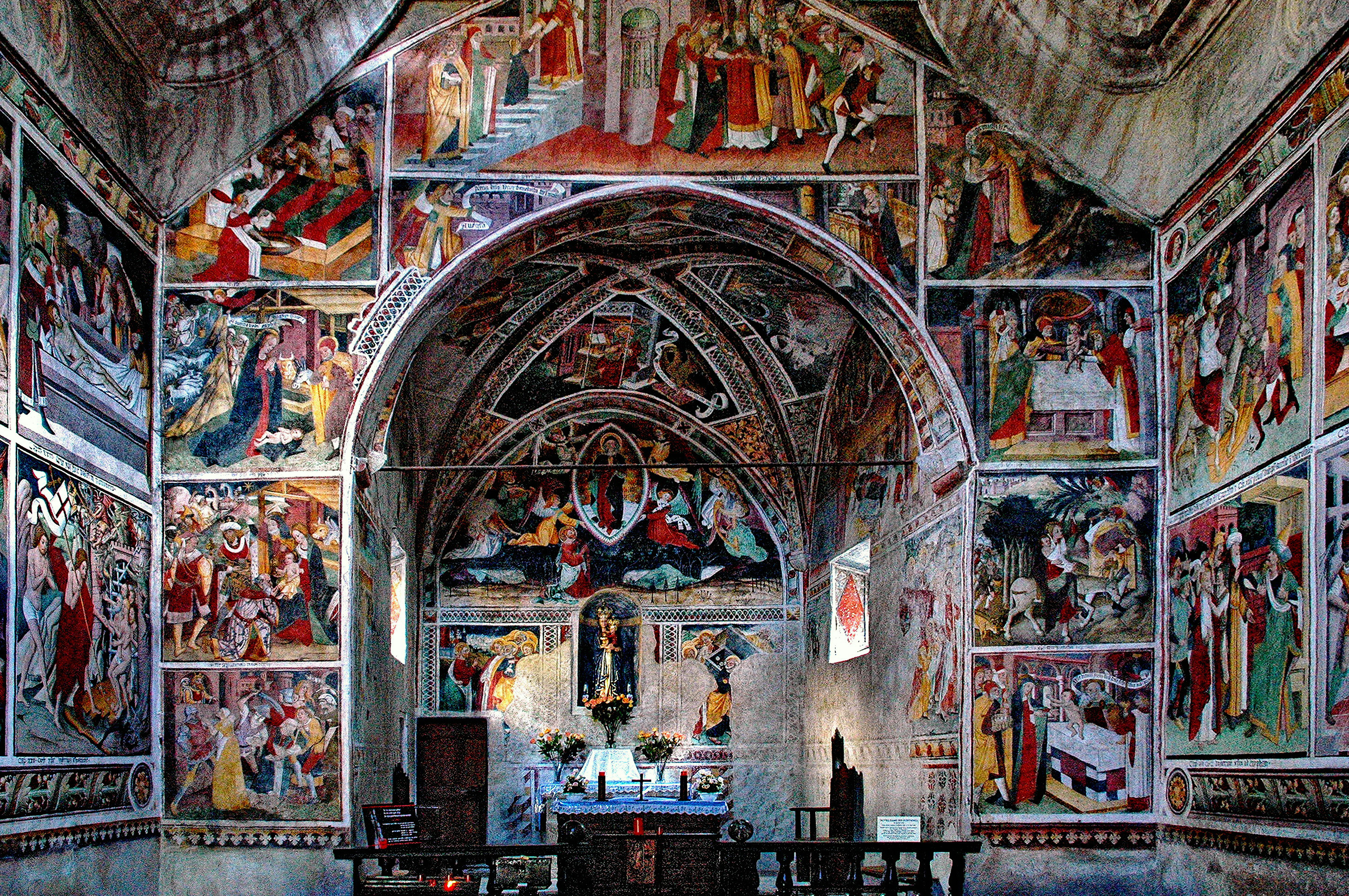
L'interno di Nostra Signora del Fontan
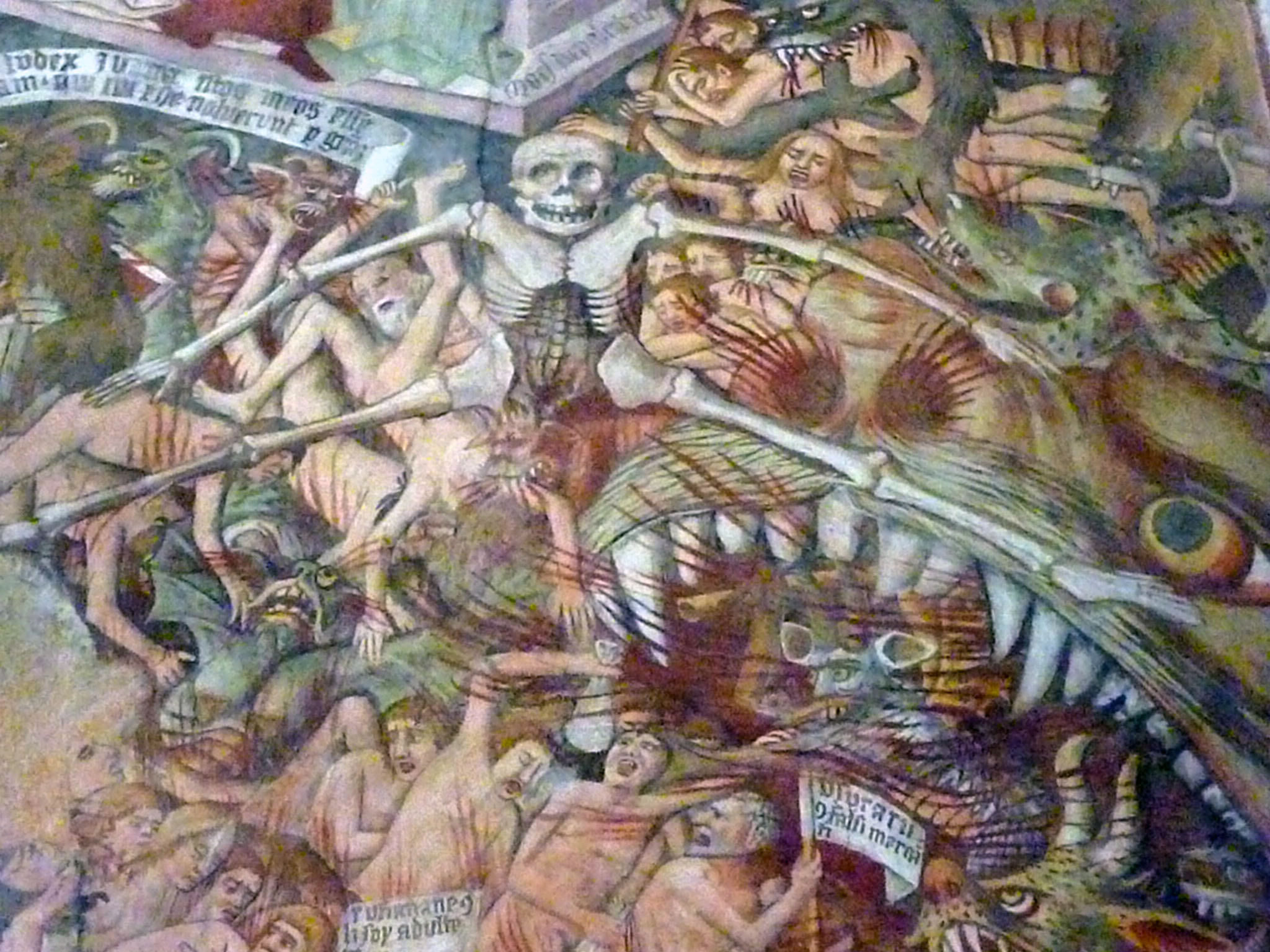
Dettaglio del Giudizio Universale, sulla controfacciata
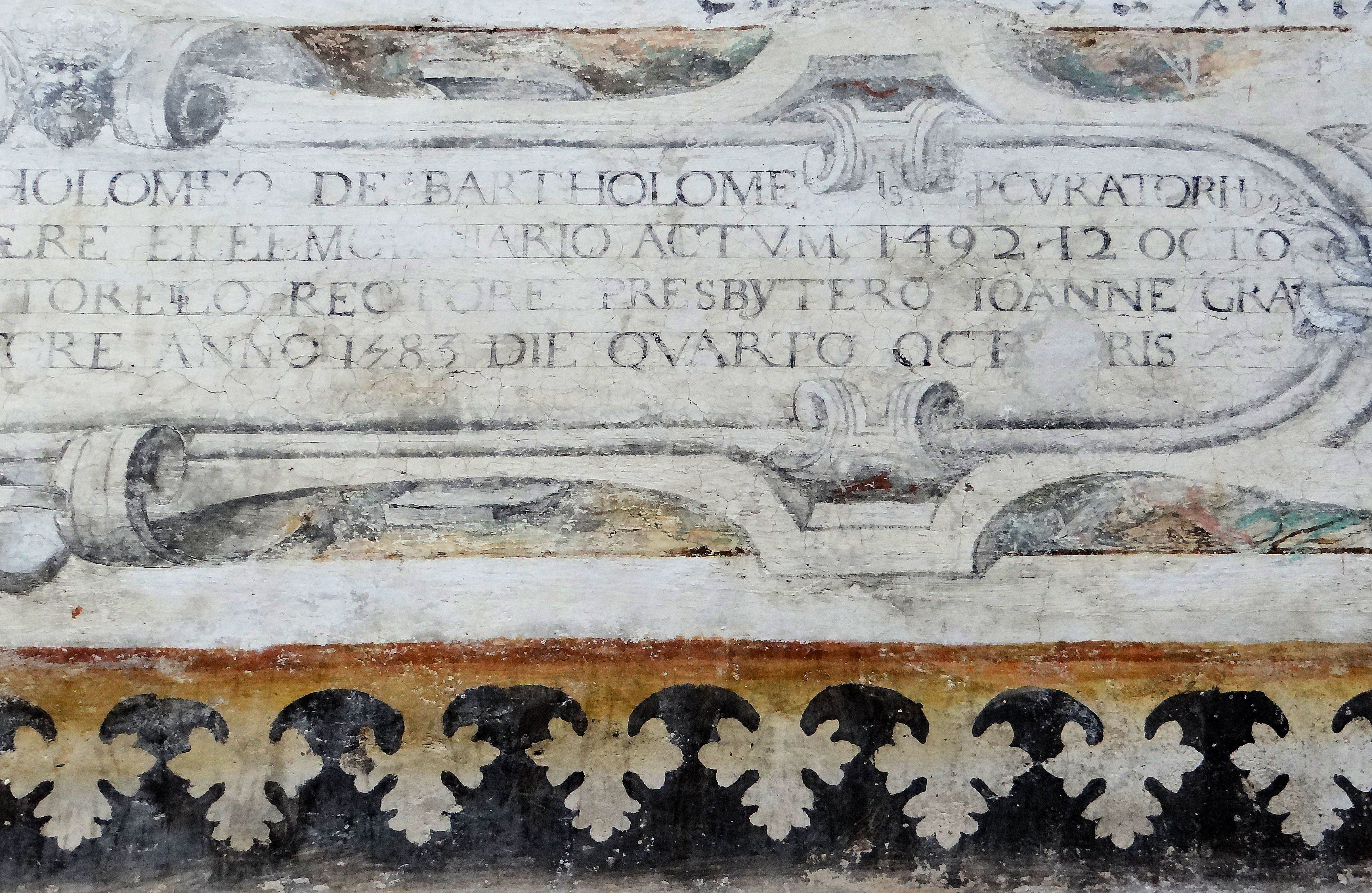
Dettaglio della Passione di Cristo, dove è visibile la data del 12 ottobre 1492
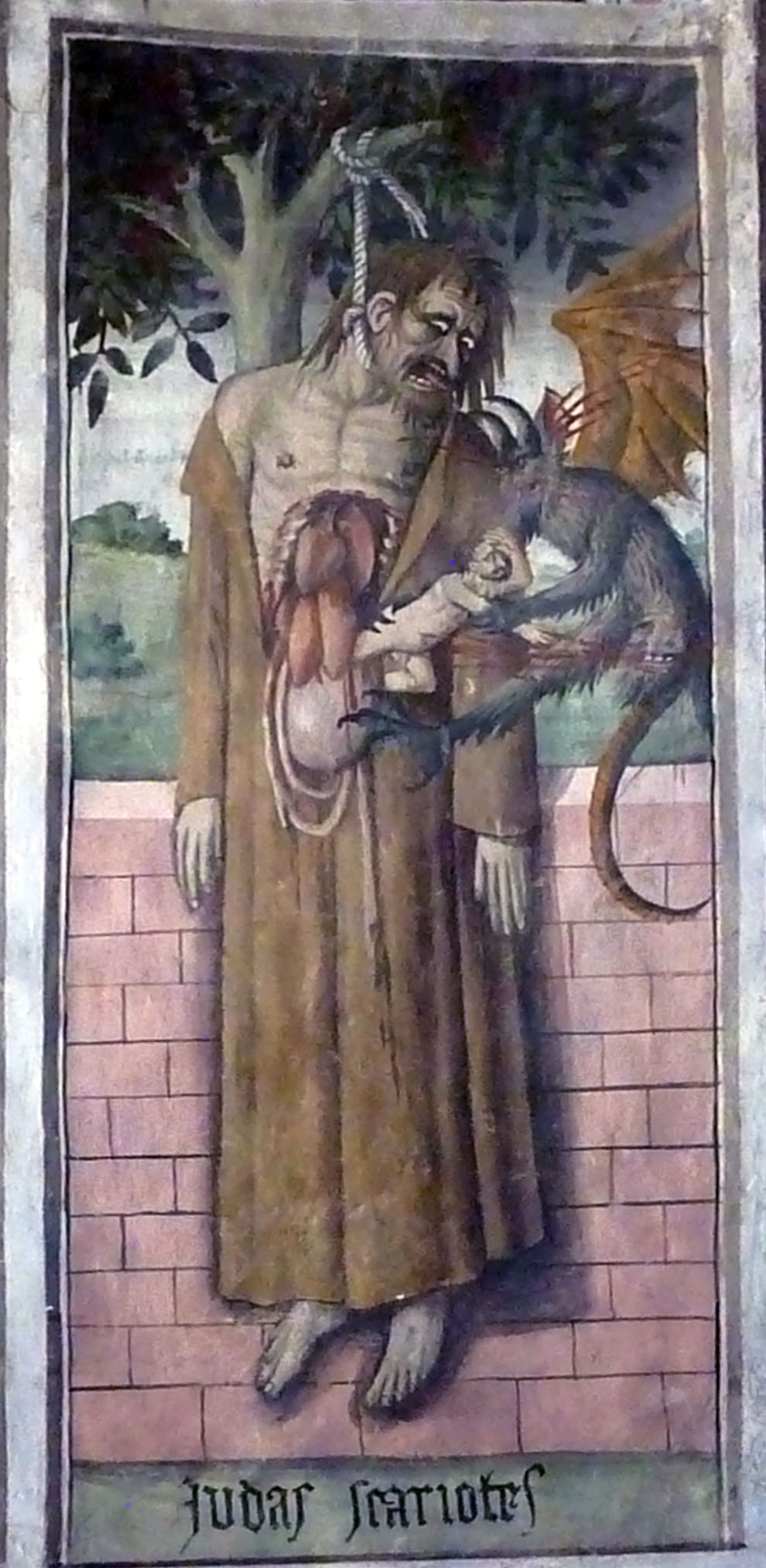
Il demonio ruba l'anima di Giuda (dettaglio)
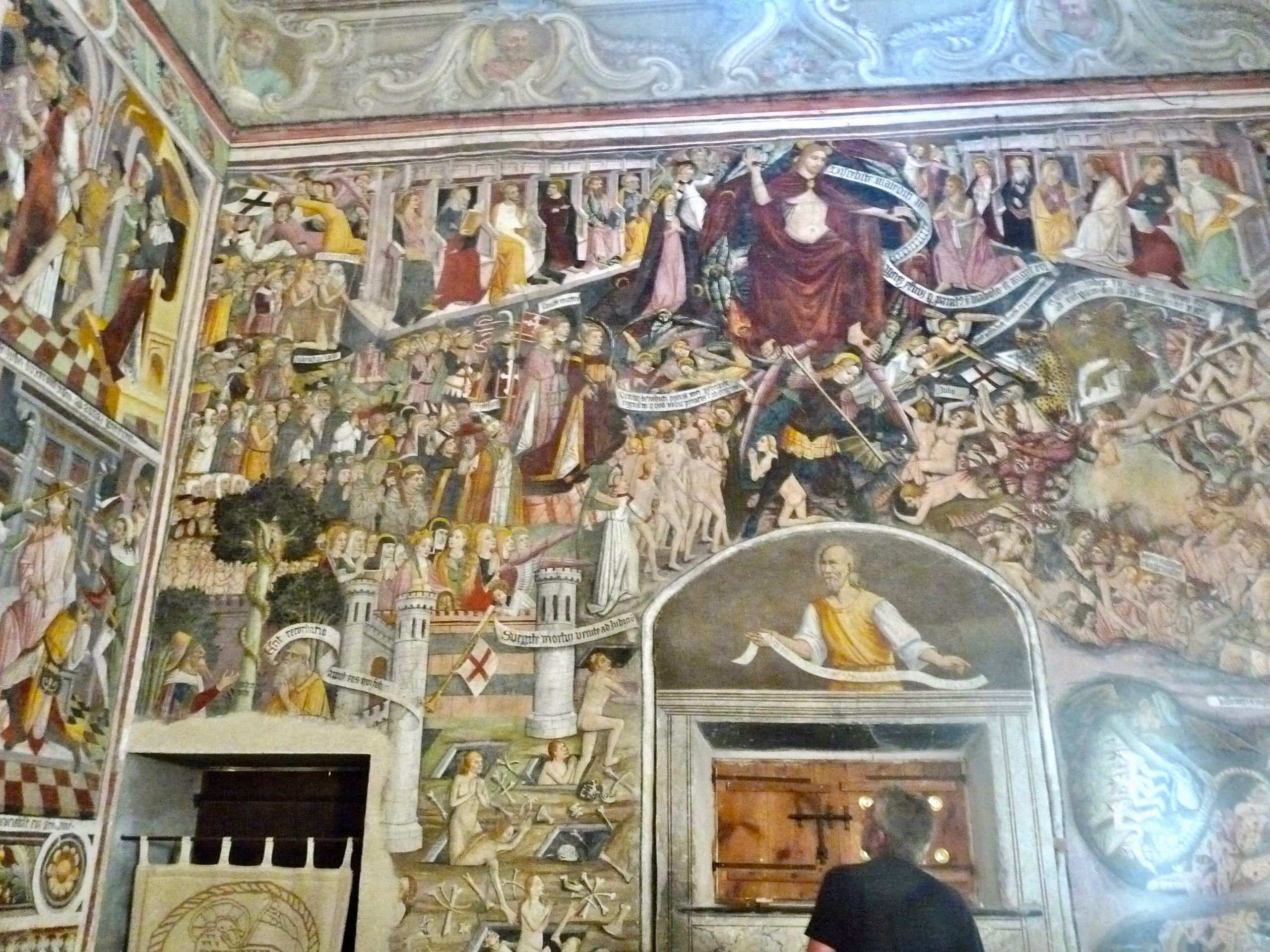